# Zgrada Euroherc osiguranja u Rijeci
Zgrada Euroherc osiguranja, nekad palača Rinaldi, sagrađena je 1890. godine u Rijeci.

## Povijest
Zgrada "Euroherc" (bivša zgrada "Croatia Line") bila je sjedište nekada najvećeg brodarskog poduzeća Hrvatske, simbol pomorske moći Rijeke. Po projektu arhitekta Vladimira Grubešića, na komplesu starih srušenih zgrada, izgrađen je reprezentativan objekt u bijelom mramoru s refleksnim ostakljenjem, rasčlanjen u nekoliko cjelina što smiruje povijesnu parcelaciju. U ovo modernističko zdanje uspješno je uklopljena i palača Muchovich - Rinaldi, građena po projektu arhitekta Randicha iz 1890. godine. Pročelje palače je rasčlanjeno s neorenesansnim i neobaroknim elementima karakterističnima za visoki historicizam. Arhitekt Grubešić je postmodernističkim pristupom nastojao pomiriti ali i sačuvati vrijedne dijelove arhitekture s kraja 19. stoljeća.

## Vanjske poveznice
|  | Zajednički poslužitelj ima još gradiva o temi Zgrada Euroherc osiguranja u Rijeci |